# Acalypha castroviejoi
Acalypha castroviejoi är en törelväxtart som beskrevs av Cardiel. Acalypha castroviejoi ingår i släktet akalyfor, och familjen törelväxter. Inga underarter finns listade i Catalogue of Life.